# Famke Janssen
Famke Beumer Janssen (Amstelveen, 5 de novembro de 1964) é uma atriz neerlandesa. Tornou-se conhecida no cinema por interpretar a personagem Jean Grey/Fênix da trilogia X-Men e a bond girl Xenia Onatopp em GoldenEye. Também é bastante conhecida pelo seu papel como Olivia Godfrey na série de televisão americana Hemlock Grove. Janssen também atua como embaixatriz da Boa Vontade do Escritório das Nações Unidas sobre Drogas e Crime (UNODC). O seu nome significa "pequena garota" em frísio (idioma falado no nordeste dos Países Baixos).

## Carreira
Nascida nos Países Baixos, começou a sua carreira em Amsterdão como modelo. Mais tarde, mudou-se para os Estados Unidos, onde fixou-se desde 1984.
Nos Estados Unidos, Famke Janssen foi contratada pela agência de modelos Elite Model e trabalhou para Yves Saint Laurent, Chanel e Victoria's Secret. Após estudar literatura na Universidade Columbia, transferiu-se para Los Angeles onde atuou como atriz convidada em séries de televisão como Star Trek: The Next Generation e Melrose Place.
Famke estreou no cinema em 1992, em Fathers & Sons ao lado de Jeff Goldblum e ficou internacionalmente conhecida ao atuar em GoldenEye, o primeiro filme de Bond dos anos 90, com Pierce Brosnan vivendo o espião, onde interpretou a vilã Xenia Onatopp. Sua personagem ficou conhecida por matar seus adversários usando suas coxas. Durante as filmagens, Famke teve sua costela quebrada, após uma luta com o ator de Bond. Depois deste papel, ela tornou-se uma das atrizes mais requisitadas pelos diretores, tendo atuado em oito filmes em 1998, incluindo Deep Rising, Celebridades (filme) e The Faculty.
Em 1999, Famke estrelou o remake de terror House on Haunted Hill (1999). No ano seguinte, Janssen foi indicada na extinta premiação Blockbuster Entertainment Awards na categoria de Favorita Atriz Coadjuvante num Filme de Terror.
Janssen interpretou a doutora Jean Grey em X-Men (filme) (2000), X-Men 2 (2003) e X-Men: The Last Stand (2006). Ela retornou em The Wolverine (2013) e em X-Men: Days Of Future Past (2014). Por conta de sua atuação no terceiro filme da trilogia original, Famke ganhou o prêmio de Melhor Atriz Coadjuvante no Prêmio Saturno em 2007. Em 2016, Janssen mostrou frustração por não ter sido escalada para X-Men: Apocalipse, dizendo que Hollywood era sexista em relação às mulheres mais velhas.
Em 2000, Janssen estrelou sua primeira protagonista no longa de comédia romântica Love & Sex, interpretando a jornalista Kate Welles. Segundo a atriz, esse filme levou apenas 21 dias para ser filmado, diferente de X-Men (filme), que começou ser gravado logo após e levou meses para a conclusão.
Em 2002, Famke chegou a gravar algumas cenas para o filme Men in Black II como o papel da vilã Serleena, porém teve que abandonar o longa devido a um falecimento em sua família. No mesmo ano, a atriz contracenou ao lado de Eddie Murphy e Owen Wilson na comédia I Spy como a agente dupla Rachel Wright.
Janssen, nos anos de 2004 e de 2010, obteve um papel destacado na segunda e na última temporada da popular série de televisão Nip/Tuck como a manipuladora life coach Ava Moore. Sua personagem foi considerada um dos grandes destaques da segunda temporada e fez com que Famke ganhasse o prêmio de Artista do Ano pelo Hollywood Life.
Em 2005, Famke participou do longa de suspense psicológico Hide and Seek ao lado de Robert De Niro e Dakota Fanning. Em 2006, surgiu rumores de que ela iria participar do longa Homem de Ferro (filme) como Bethany Cabe, porém tudo não passou de especulações.
Em 2007, Famke estrelou o filme Turn the River, cujo sua atuação como Kailey Sullivan foi bem aclamada. E ainda nesse mesmo ano, a atriz ganhou o prêmio de Reconhecimento e o prêmio Especial do Júri no Festival Internacional de Hamptons por esse filme. Famke participou do filme Busca Implacável em 2008 como Lenore Mills e reprisou seu papel em Taken 2 (2012) e Taken 3 (2015).
No ano de 2011, Famke dirigiu, escreveu e produziu seu primeiro longa-metragem, Bringing Up Bobby. O filme conta a história de mãe e filho europeus que vão para Oklahoma começarem novamente suas vidas e esquecerem o passado.
Entre 2013 a 2015, estrelou como uma das protagonistas da série de terror da Netflix e indicada ao Emmy Award, Hemlock Grove (série de televisão) como a matriarca Olivia Godfrey. A série que teve Eli Roth como produtor executivo, teve três temporadas. No ano de 2013, Janssen interpretou a bruxa Muriel, a vilã principal do filme João e Maria: Caçadores de Bruxas. Mais tarde, a atriz revelou que ficava sentada por quatro horas por dia, para ser maquiada antes de filmar o longa.
Durante 2015 a 2019, Famke fez uma participação na série How to Get Away with Murder como a advogada Eve Rothlo com quem contracenou com Viola Davis. Sua atuação nessa série rendeu uma indicação ao Gold Derby na categoria de Melhor Atriz Convidada numa serie dramática. Ainda em 2015, a atriz estrelou o filme Jack of the Red Hearts onde fez uma mãe de uma criança com autismo.
Em 2016, Famke Janssen participou da série The Blacklist como Susan Hargrave e protagonizou o spin-off The Blacklist: Redemption. No ano de 2017, a atriz se juntou a Sharon Stone no filme de comédia romântica O Melhor Presente é o Amor (All I Wish) e ainda participou do longa-metragem Essa é a Sua Morte (The Show) com o ator Josh Duhamel.
Ao longo dos anos de 2019 a 2022, Famke participou de diversas produções cinematográficas, incluindo o longa de suspense e ação Instinto Predador, ao lado do ator Nicolas Cage, o drama policial Postais Mortíferos e o romance Amor de Redenção. Janssen atuou, em 2019, na prestigiada minissérie When They See Us como Nancy Ryan. A produção levou dois prêmios Emmy Award no ano seguinte.
Durante o ano de 2021, Famke revelou que irá participar da live-action de Os Cavaleiros do Zodíaco. Janssen declarou que as filmagens deveriam ocorrer na Europa no ano anterior, mas a produção foi adiada duas vezes devido à pandemia de coronavírus. O longa, Knights of the Zodiac (filme), foi lançado em meados de 2023 e o papel designado à atriz foi a vilã Graad. Ainda no mesmo ano, Famke estrelou o suspense psicológico da Netflix, chamado Paralisia (Locked In), interpretando a protagonista Katherine, uma mulher que sofreu uma tentativa de assassinato e foi diagnosticada com síndrome do encarceramento: uma condição em que o paciente permanece tetraplégico, mas com a função cognitiva intacta.

## Vida pessoal e ativismo
Janssen foi casada com o escritor e diretor Kip Williams, filho do arquiteto Tod Williams, de 1995 a 2000.
Janssen apareceu com seu cão Licorice, um tigrado Boston Terrier, em 2007 Campanha de Sensibilização para os Direitos dos Animais. A campanha usou o slogan "Seja um anjo para os animais". Em 28 de janeiro de 2008, ela foi nomeada Embaixadora da Boa Vontade para a Integridade para o Escritório das Nações Unidas sobre Drogas e Crime

## Filmografia

### Cinema
| Ano  | Título original                                 | Papel                   |
| ---- | ----------------------------------------------- | ----------------------- |
| 1992 | Fathers & Sons                                  | Kyle Christian          |
| 1994 | Relentless IV: Ashes to Ashes                   | Dra. Sara Lee Jaffee    |
| 1995 | GoldenEye                                       | Xenia Onatopp           |
| 1995 | Lord of Illusions                               | Dorothea Swann          |
| 1996 | Dead Girl                                       | Treasure                |
| 1997 | City of Industry                                | Rachel Montana          |
| 1998 | Monument Ave.                                   | Katy O'Connor           |
| 1998 | The Gingerbread Man                             | Leeanne Magruder        |
| 1998 | Deep Rising                                     | Trillian St. James      |
| 1998 | RPM                                             | Claudia Haggs           |
| 1998 | Rounders                                        | Petra                   |
| 1998 | Celebrity                                       | Bonnie                  |
| 1998 | The Adventures of Sebastian Cole                | Fiona                   |
| 1998 | The Faculty                                     | Elizabeth Burke         |
| 1999 | House on Haunted Hill                           | Evelyn Stockard-Price   |
| 2000 | Love & Sex                                      | Kate Welles             |
| 2000 | Circus                                          | Lily Garfield           |
| 2000 | X-Men                                           | Jean Grey               |
| 2001 | Made                                            | Jessica                 |
| 2001 | Don't Say a Word                                | Agatha "Aggie" Conrad   |
| 2002 | I Spy                                           | Rachel Wright           |
| 2003 | X2                                              | Jean Grey               |
| 2004 | Eulogy                                          | Judy Arnolds            |
| 2005 | Hide and Seek                                   | Dra. Katherine Carson   |
| 2006 | X-Men: The Last Stand                           | Jean Grey / Fênix Negra |
| 2006 | The Treatment                                   | Allegra Marshall        |
| 2007 | The Ten                                         | Gretchen Reigert        |
| 2007 | Turn the River                                  | Kailey Sullivan         |
| 2008 | The Wackness                                    | Kristen Squires         |
| 2008 | Taken                                           | Lenore "Lenny" Mills    |
| 2008 | 100 Feet                                        | Marnie Watson           |
| 2010 | The Chameleon                                   | Jennifer Johnson        |
| 2011 | Down the Shore                                  | Mary Reed               |
| 2012 | Taken 2                                         | Lenore "Lenny" Mills    |
| 2013 | Hemlock Grove                                   | Olivia Godfrey          |
| 2013 | Hansel and Gretel: Witch Hunters                | Muriel                  |
| 2013 | The Wolverine                                   | Jean Grey               |
| 2013 | In the Woods                                    |                         |
| 2014 | A Fighting Man                                  | Diane Schuler           |
| 2014 | Unity                                           | Narradora               |
| 2014 | X-Men: Days of Future Past                      | Jean Grey               |
| 2015 | Taken 3                                         | Lenore "Lenny" Mills    |
| 2018 | Status Update                                   | Katherine Alden         |
| 2018 | Agent Asher                                     | Sophia                  |
| 2019 | The Poison Rose                                 | Jayne Hunt              |
| 2019 | Primal                                          | Dra. Ellen Taylor       |
| 2020 | The Postcard Killings                           | Valerie Kanon           |
| 2020 | Endless                                         | Lee Douglas             |
| 2021 | Way Down                                        | Margaret                |
| 2023 | Paralisia                                       | Katherine               |
| 2023 | Os Cavaleiros do Zodíaco: Saint Seya - O Começo | Graad                   |
| 2024 | Boy Kills World                                 | Hilda van der Koy       |

### Televisão
| Ano                  | Título                               | Personagem        | Notas                                        |
| -------------------- | ------------------------------------ | ----------------- | -------------------------------------------- |
| 1992                 | Jornada nas Estrelas: A Nova Geração | Kamala            | Série de TV (1 episódio: "The Perfect Mate") |
| 1994                 | Melrose Place                        | Diane Adamson     | Série de TV (1 episódio: "Michael's Game")   |
| 1994                 | Model by Day                         | Lex/Lady X        | telefime                                     |
| 1994                 | The Untouchables                     | Cleo              | Série de TV (1 episodio: "Voyeur")           |
| 2000-2001            | Ally McBeal: Minha Vida de Solteira  | Jamie             | Série de TV (2 episodios)                    |
| 2004-2010            | Estética                             | Ava Moore         | Série de TV (11 episodios)                   |
| 2007                 | Winters                              | Christie Winters  | telefime                                     |
| 2008                 | Puppy Love                           | Maya              | Série de TV                                  |
| 2009                 | The Farm                             | Valentina Galindo | Série de TV                                  |
| 2013-2015            | Hemlock Grove                        | Olivia Godfrey    | Série de TV                                  |
| 2014                 | @midnight                            | Ela própria       | Participação Especial                        |
| 2015-2016/ 2018-2019 | How to Get Away with Murder          | Eve Rothlow       | Personagem Recorrente (9 episódios)          |
| 2016                 | The Blacklist                        | Susan Hargrave    | Personagem Recorrente (3 episódios)          |
| 2017                 | The Blacklist: Redemption            | Susan Hargrave    | Protagonista (8 Episódios)                   |
| 2018                 | The Blacklist                        | Susan Hargrave    | Participação Especial (1 Episódio)           |

## Prêmios e indicações
| Ano  | Trabalho nomeado         | Premio                                                          | Resultado |
| ---- | ------------------------ | --------------------------------------------------------------- | --------- |
| 1995 | 007 - GoldenEye          | MTV Movie Award for Best Fight (shared with Pierce Brosnan)     | Indicado  |
| 2006 | X-Men: O Confronto Final | Teen Choice Award for Choice Liplock (Shared with Hugh Jackman) | Indicado  |
| 2007 | X-Men: O Confronto Final | Saturn Award for Best Supporting Actress                        | Venceu    |